# Куземино (Солигаличский район)
Куземино — деревня в Солигаличском муниципальном округе Костромской области. Входит в состав Солигаличского сельского поселения

## География
Находится в северо-западной части Костромской области на расстоянии приблизительно 19 км на северо-восток по прямой от города Солигалич, административного центра района. От Костромы находится примерно в 185 км на юго-восток по прямой.

## История
Была нанесена на карту 1840 года. В 1872 году здесь было отмечено 33 двора, в 1907 году—36. До 2018 года была административным центром Куземинского сельского поселения.

## Население
Постоянное население составляло 159 человек (1872 год), 226 (1897), 159 (1907), 205 в 2002 году (русские 97 %), 69 в 2022.